# Johann Michael Puchberg
Johann Michael von Puchberg (né le 21 septembre 1741 à Zwettl à Basse-Autriche - décédé le 21 janvier 1822 à Vienne) est un marchand de textile autrichien qui a vécu à Vienne au XVIIIe siècle et début du XIXe siècle. Il est connu pour avoir été un ami de Wolfgang Amadeus Mozart et son frère en franc-maçonnerie.

## Biographie
Il est né le sixième enfant de Johann Michael Puchberg, un greffier de la ville et de son épouse Maria Catharina et il a passé sa jeunesse à Zwettl. 
En 1768, il rejoint la société de Michael Salliet à Vienne et est devenu en peu de temps directeur général. Le 15 août 1780, il a épousé Elisabeth Salliets, une veuve, qui est morte en 1784. Puis il a repris l'entreprise en septembre 1785 avec son frère Philipp Anton. En 1793, il a été anobli par l'Empereur François Ier. 
Après 1800, son entreprise a connu des difficultés et de ce fait il a perdu sa fortune. En 1801, il a été forcé de déclarer faillite, et le 30 mars 1802, il a dû fermer son entreprise de manière définitive.

## Relations avec  Mozart
Puchberg était depuis 1773/74 membre de la loge Zu den drei Adlern et est entré en contact avec Wolfgang Amadeus Mozart, qui en 1784, a été reçu à la loge Zur Wohltätigkeit. Mozart considérait Puchberg comme un « très proche et sincère ami » et a souvent sollicité auprès de lui des prêts d'argent. Entre 1788 et 1791, nous connaissons pas moins de 21 lettres de demande de prêt. Puchberg a accédé à ces demandes, mais pour des montants inférieurs à ceux sollicités par Mozart.
Mozart a écrit en 1788 pour son ami Michael Puchberg les trois trios avec piano (en mi majeur K. 542, en ut majeur K. 548 et en sol majeur K. 564) ainsi que le divertimento en mi bémol majeur, K. 563 dont Michael est le dédicataire.

## Le sort des prêts de Puchberg
En 1791, la situation financière de Mozart s'était légèrement améliorée, et il a effectué au moins un début de remboursement. Le reste de l'argent ne sera payé que plusieurs années après la mort de Mozart (le 5 décembre 1791). Sa veuve Constance était devenue une femme d'affaires efficace, gagnant de l'argent avec les concerts commémoratifs et la publication des œuvres, et elle a été finalement en mesure de rembourser Puchberg.

## Puchberg et Haydn
Puchberg était aussi un ami de Joseph Haydn. Les deux étaient les seules personnes que Mozart a invitées à assister aux répétitions de Così fan tutte en 1790. Puchberg a été la seule personne à qui Haydn a écrit à partir de Londres, désemparé, quand il a appris la nouvelle de la mort de Mozart.